# Strobilanthes evrardii
Strobilanthes evrardii är en akantusväxtart som beskrevs av Raymond Benoist. Strobilanthes evrardii ingår i släktet Strobilanthes och familjen akantusväxter. Inga underarter finns listade i Catalogue of Life.